# Howard Crosby

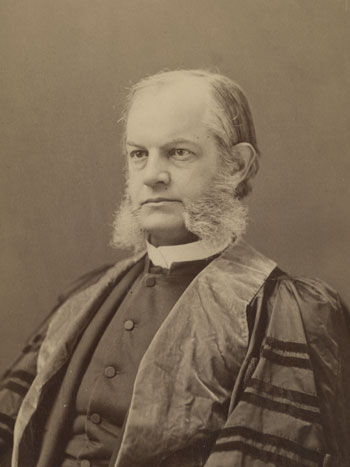
Howard Crosby

Howard Crosby, Pseudonym El-Mukattem (* 27. Februar 1826 in New York; † 29. März 1891 ebenda) war ein US-amerikanischer Klassischer Philologe, presbyterianischer Geistlicher und Hochschullehrer. Von 1870 bis 1881 war er Kanzler der New York University.

## Leben
Howard Crosby stammte aus einer alteingesessenen Familie. Sein Urgroßvater war William Floyd, ein Mitunterzeichner der Unabhängigkeitserklärung. Seine Eltern waren der Farmer William Bedlow Crosby und Harriet Ashton Crosby. Howard Crosby lernte bereits im Alter von sechs Jahren Griechisch und studierte von 1842 bis 1844 an der New York University Klassische Philologie und Theologie. Danach unterbrach er seine Laufbahn aus gesundheitlichen Gründen und zog sich auf die Farm seines Vaters zurück. 1851 wurde er als Professor of Greek an der New York University angestellt. 1859 wechselte er in derselben Eigenschaft an die Rutgers University, aber noch im selben Jahr legte er seine Professur nieder und bereitete sich auf den geistlichen Dienst vor. Er erwarb noch 1859 den theologischen Doktorgrad (D. D.) an der Harvard University. 1861 wurde er zum Priester der Presbyterian Church geweiht. Im selben Jahr lehnte er das Angebot des Präsidenten Abraham Lincoln ab, als Gesandter nach Griechenland zu gehen.
Ab 1863 war Crosby Prediger an einer presbyterianischen Kirche in New York. Er veröffentlichte wissenschaftliche Arbeiten über das Alte und das Neue Testament und Bücher, in denen er Empfehlungen zur Lebensführung gab. Sein Ruf als Gelehrter führte dazu, dass er 1870 zum Kanzler der New York University ernannt wurde. Im Jahr 1870/71 war er Präsident der American Philological Association. 1871 verlieh ihm die Columbia University die philosophische Ehrendoktorwürde (LL. D.). Von 1872 bis 1880 gehörte Crosby dem Komitee zur Überarbeitung des amerikanischen Neuen Testaments an. Im Jahr 1873/74 leitete er als Moderator die 85. Generalversammlung der Presbyterian Church in den USA. 1881 trat Crosby nach elf Jahren als Kanzler der New York University zurück und widmete sich seinem Priesteramt und seinen Veröffentlichungen.
Crosby engagierte sich auch für soziale Belange. Er begründete in New York unter anderem den YMCA und die Society for the Prevention of Crime.

## Schriften (Auswahl)
- unter dem Pseudonym El-Mukattem: The Lands of the Moslem. A Narrative of Oriental Travel. New York 1851
- Social Hints for Young Christians. New York 1866
- Scholia on the New Testament. New York 1867
- A Bible Companion. New York 1870
- Jesus, His Life and Works. New York/Baltimore 1871
- The Healthy Christian. New York 1871
- Thoughts on the Decalogue. Philadelphia 1873
- Expository Notes on the Book of Joshua. New York 1874
- The Book of Commentary on Nehemiah. New York 1877
- The Christian Preacher. Yale Lectures for 1879–80. New York 1880. Nachdruck 1897
- Commentary on the New Testament. New York 1884
- Conformity to the World. Philadelphia 1891